# 환바이칼 철도

환바이칼 철도 관광열차

환바이칼 철도(Circum-Baikal Railway, 러시아어: Кругобайка́льская желе́зная доро́га)는 러시아의 이르쿠츠크 주에 있는 철도이다.
환바이칼 철도는 시베리아 횡단철도에서 포트 바이칼부터 쿨툭까지의 구간을 말한다.
러시아 황제 알렉산더 3세의 명으로 1891년에 착공한 시베리아 횡단철도 공사가 바이칼 구간만 빼고 1900년에 동서구간이 모두 완공되었다. 험준한 산악지역이라서 당시로서는 기술도 부족하고 돈도 많이 들어가는 난공사 구간이었기 때문이었다. 바이칼 구간이 개통되던 1905년까지는 포트 바이칼 역에서 쇄빙선인 바이칼과 앙가라를 타고 바이칼 호수를 건넌 후 탄호이 역에서 다시 기차를 탔다. 얼음이 두껍게 어는 한 겨울에는 호수 위로 철로를 가설했다.
마지막 황제 니콜라이 2세의 명으로 유럽의 전문가들을 초빙하여 1899년 여름 환바이칼 철도 구간을 착공한 후 1905년에 완공하였다. 가장 난공사 구간이었던 바이칼역으로부터 쿨툭 역까지 86 km 구간에 터널 39개, 회랑(Gallery) 16개 그리고 다리와 같은 인공시설물이 470여개나 된다. 대체로 산을 깎아 철로를 놓았으며 반대로 호안공사(Revetment)를 한 경우도 많았다.
2차로 1911년부터 복선공사를 시작한 후 몇 개의 터널은 안전문제로 새로 만들었다. 1915년 복선공사가 마무리 된 후에야 시베리아 횡단철도가 비로서 제 기능을 발휘하게 되었다. 하지만 1956년 안가라강에 수력발전을 위한 댐을 만든 후 안가라강변에 있던 철로가 모두 물에 잠겨 새로운 철로를 놓아야 했는데 현재 사용하고 있는 우회 철로가 바로 그것이다. 물에 잠기지 않은 포트 바이칼부터 쿨툭까지의 구간은 시베리아 횡단철도에서 제외되어 방치되다가 1970년대에 들어서 바이칼 호수가 관광지로 알려지면서 단선만 보수하여 현재에 이르고 있다.
환바이칼 철도는 현재 지역열차와 관광열차가 운행되고 있다. 환바이칼 관광열차는 1주일에 환바이칼 철도를 두 번 왕복하는데 이르쿠츠크 역에서 출발하여 이르쿠츠크 역으로 돌아온다. 수요일과 토요일은 이르쿠츠크 역에서 출발하여 슬류댠카를 거쳐 포트 바이칼로 갔다가 페리를 타고 리스트비얀카로 건넌 후 버스로 돌아온다. 목요일과 일요일은 이르쿠츠크 역에서 버스로 출발하여 리스트비얀카로 간 후 페리로 포트 바이칼 역으로 간 후 슬류댠카로 떠난다.
마타냐라고 부르는 951번 지역열차는 1주일에 2~4번 오후 1시에 슬류댠카를 출발하여 포트 바이칼까지 왕복한다.